# ОШ „Милун Ивановић” Ушће
ОШ „Милун Ивановић” је државна установа основног образовања, која је почела са радом 1907. године у Ушћу, на територији града Краљева.
За време Првог светског рата школа није радила, да би по завршетку до почетка 1923. године обновила рад као једноодељенска четвороразредна школа. Почетком школске 1923/1924. године отворило се и друго одељење школе, све до 1952. године када се отворило и треће одељење. Школске 1953/1954. године, школа је прерасла у осморазредну основну школу. Од 1963. године њој су припојена школе у Лозну, Церју и Тепечима. Наставни рад одвијао се у три школска објекта на различитим локацијама од којих је једна била у згради Лазара Прокића, коју је завештао 1907. године омладини ушћанској, а која и данас одолева зубу времена. Зграда старе школе у Ушћу утврђена је као споменик културе.
Скупштина општине Ушћанске и грађани места Ушћа и околине 1957. године приступили су изградњи нове школске зграде која је свечано отворена за рад 1. септембра 1962. године, а која и данас, упркос годинама, уз повремена реновирања, служи ђацима.
Одлуком Скупштине Општине Ушћанске од 27. децембра 1966. године школа добија данашње име, у знак сећања на народног хероја Милуна Ивановића. Од 1. јануара 1971. године овој школи припојене су до тада самосталне основне школе у Студеници и Гокчаници (Међуречје).
Међутим, после деветнаест година, школа у Студеници се издвојила 8. јуна 1990. године из састава ушћанске школе, те до данашњих дана у саставу ушћанске школе су издвојена одељења у Полумиру, Лозну, Гокчаници и Предолама. Због недостатка ђака затворене школе у Тепечима, Поповој Реци и Борову.

## Издвојено одељење Гокчаница
Издвојено одељење матичне школе у Гокчаници поседује две школске зграде од којих је једна грађена крајем 19. века и није за употребу, док је друга зграда павиљонског типа, изрђена 60-их година од класичног материјала, а 70-их проширена модерном кухињом и трпезаријом, које нажалост не ради, већ су претворене у три мање (нестандардне учионице). Осим ових учионица, школа поседује још три класичне учионице, библиотеку, кабинет за ннформатику, наставничку зборницу и радионицу у старој школи из 19. века. Школско двориште је пространо и на њему се налазе модерна два асфалтирана игралишта (за кошарку, одбојку и мали фудбал). Интересантно је за ову школу да је од 1875. па све до 1970. године егзистирала као самостална основна школа са својим издвојеним одељењима у Поповој реци, Предолама и Борову, када је припојена матичној основној школи у Ушћу и добила статус осморазредног издвојеног одељења. Нема мокри чвор у згради, већ пољски тоалет и чесму у дворишту. Грејање је пећима на дрва. 

## Издвојено одељење Полумир
Садашње издвојено одељење у Полумиру основано је као самостална основна четвороразредна школа још 1931. године. Зграда је урађена од класичног материјала са две класичне учионице, кухињом, ходником и станом за учитеља. У згради нема санитарни чвор, већ пољски тоалет и чесму у дворишту које није асфалтирано. Грејање је пећима на дрва. Тренутно у овој школи ради учитељ Бојан Богојевић и то у одељењу 2. разреда које броји једног ученика.

## Издвојено одељење Лозно
Издвојено одељење у Лозну отворено је 1959. године, а 1963. године припојено матичној школи у Ушћу. Зграда је израђена од класичног материјала. Поседује две учионице, од којих је једна у функцији, и стана за учитеља. Зграда је у лошем стању нарочито после бомбардовања 1999. године железничког моста, који се налази у непосредној близини школе. Школско двориште није погодно за спортске активности. Школа се греје пећима на дрва, тоалет је ван зграде и у дворишту има чесма за воду. Тренутно у овој школи ради учитељ Ивица Жупањац и то у одељењу првог разреда које броји три ученика.

## Издвојено одељење Попова Река
Школа у издвојеном одељењу Попова река отворена је 1948. године, прво у једној од сеоских кућа, а онда и у школској згради са једном учионицом. Двориште је минимално, грејање пећима на дрва, пољски тоалет, вода је уведена у ходник стана за учитеља. Од школске 2004/2005. године школу не похађа ни један ученик.

## Издвојено одељење Предоле
Школа у издвојеном одељењу у Предолама отворена је 1949. године. Зграда је од класичног материјала са две учионице, од којих је једна у функцији. Поседује чајну кухињу која се не користи. Двориште је непогодно за спортске активности већег броја ученика, грејање пећима на дрва, вода у дворишту. Тоалет у дворишту. Од школске 2009/10. године школу не похађа ни један ученик. Школске 2017/2018. године ово издвојено одељење уписује једног ученика у први разред, а настава се одвија у уступљеном објекту, јер је зграда школе руинирана и оштећена.

## Издвојено одељење Борово
Школа у издвојеном одељењу у Борову отворена је 1949. године. Израђена од класичног материјала, две учионице од којих је већа у функцији, двориште мало, грејање пећима на дрва, вода и тоалет у дворишту. Школа у Борову има лепо урађено двориште са тереном за фудбал. Тренутно у Борову нема ученика.

## Издвојено одељење Тепечи
Настава у овој школи трајала је све до 1995. године када престаје са радом, јер у њој нема деце за школовање.